# Eric Westroth
Eric Westroth (nascido em 1971) é um empresário sueco e político dos democratas suecos que é membro do Riksdag desde 2018.
Westroth é membro do conselho distrital dos democratas suecos e diretor financeiro do partido no condado de Jönköping. Westroth foi eleito para o Riksdag em 2018 e ocupa o assento n.º 126 para o distrito eleitoral do condado de Halland. No parlamento, ele serve como deputado no Comité da UE e foi o porta-voz do grupo dos democratas suecos e dos Conservadores e Reformistas Europeus no Grupo de Estabilidade, Coordenação Económica e Governança na União Europeia em Berlim 2020.